# Hanseniaspora lindneri
Hanseniaspora lindneri är en svampart som beskrevs av Zikes 1911. Hanseniaspora lindneri ingår i släktet Hanseniaspora och familjen Saccharomycodaceae.   Inga underarter finns listade i Catalogue of Life.